# EA SPORTS 피파온라인3 챔피언십 2015
EA SPORTS 피파온라인3 아디다스 챔피언십 2015는 넥슨 코리아의 스포츠 게임 피파 온라인 3의 E스포츠 리그이다.

## 기간

### 예선
- TOP 8 선발전: 2014년 12월 7일
- TOP 4 참가 신청: 2014년 12월 18일 ~ 2014년 12월 23일
- 일정: 2014년 12월 27일 10시 30분~6시 20분
- 장소: 신도림 TG e스타디움

### 국가대표 대항전
- 대한민국 올스타vs동남아시아 올스타
- 방송시간 : 2015년 3월 7일 오후 2시
- 장소: 강남 넥슨 아레나
- 결과: 대한민국 올스타 4:2 동남아시아 올스타

### 본선
- 리그일정 : 2015년 3월 14일 ~ 2015년 5월 16일
- 방송시간 : 매주 토요일 오후 3시
- 장소 : 강남 넥슨 아레나

## 특이사항
- 이번 대회부터 팀전은 하지 않는다.
- 지난 챔피언십 2014까지 16명으로 경기를 하였는데 이번 대회부터 12명으로 하게 된다.
- 선수지명 방식이 드래프트 방식에서 성장형 스쿼드 시스템으로 변경되었다.
- 챔피언십 2013 우승자 김민재 선수는 오프라인 예선에서 탈락
- 현재 인터넷 개인 방송의 유명한 피파3 BJ 김승섭의 준우승
- 장동훈 선수의 첫 우승

## 상금
- 총상금 : 7000만원
  - 우승 : 5000만원
  - 준우승 : 2000만원

## 참가선수
- 1조: 최현석, 김정민, 김승섭
- 2조: 장동훈, 강성훈, 양진모
- 3조: 안천복, 정찬희, 고건영
- 4조: 박준효, 원창연, 정세현

## 경기진행 방식
- 제한된 게임머니(EP)로 자신만의 스쿼드를 구성하는 성장형 스쿼드 시스템을 채택하였다.
- TOP 12 선수들은 기본 2억 EP를 지급받으며 단계가 올라갈수록 1억 EP를 추가로 지급받고 골득실차 1점당 2000만 EP를 추가로 지급받으면서 자신의 스쿼드를 보강해 나가는 방식이다.
  - 12강은 3인 1팀 조별리그로 진행하는데 각 조 1, 2위가 8강에 진출한다.
  - 8강부터는 토너먼트로 진행한다.
    - 8강은 3전 2선승제이며 4강과 결승은 5전 3선승제로 진행한다. 이번 대회에서 3, 4위전은 하지 않는다.

## 리그 본선
- 1조 8강 진출: 김정민, 김승섭
- 2조 8강 진출: 강성훈, 장동훈
- 3조 8강 진출: 고건영, 안천복
- 4조 8강 진출: 박준효, 정세현

|  | 8강전  | 8강전  |        |   | 준결승전 | 준결승전 |  |  | 결승전 | 결승전 |
|  |        |        |        |   |          |          |  |  |        |        |
|  |        |        |        |   |          |          |  |  |        |        |
|  |        |        |        |   |          |          |  |  |        |        |
|  | 김승섭 | 2      |        |   |          |          |  |  |        |        |
|  | 김승섭 | 2      |        |   |          |          |  |  |        |        |
|  | 정세현 | 1      |        |   |          |          |  |  |        |        |
|  | 정세현 | 1      | 김승섭 | 3 |          |          |  |  |        |        |
|  |        |        | 김승섭 | 3 |          |          |  |  |        |        |
|  |        | 강성훈 | 0      |   |          |          |  |  |        |        |
|  | 강성훈 | 강성훈 | 0      | 2 |          |          |  |  |        |        |
|  | 강성훈 |        |        | 2 |          |          |  |  |        |        |
|  | 안천복 | 1      |        |   |          |          |  |  |        |        |
|  | 안천복 | 1      | 김승섭 | 2 |          |          |  |  |        |        |
|  |        |        | 김승섭 | 2 |          |          |  |  |        |        |
|  |        | 장동훈 | 3      |   |          |          |  |  |        |        |
|  | 고건영 | 장동훈 | 3      | 1 |          |          |  |  |        |        |
|  | 고건영 |        |        | 1 |          |          |  |  |        |        |
|  | 장동훈 | 2      |        |   |          |          |  |  |        |        |
|  | 장동훈 | 2      | 장동훈 | 3 |          |          |  |  |        |        |
|  |        |        | 장동훈 | 3 |          |          |  |  |        |        |
|  |        | 박준효 | 1      |   |          |          |  |  |        |        |
|  | 박준효 | 박준효 | 1      | 2 |          |          |  |  |        |        |
|  | 박준효 |        |        | 2 |          |          |  |  |        |        |
|  | 김정민 | 0      |        |   |          |          |  |  |        |        |
|  | 김정민 | 0      |        |   |          |          |  |  |        |        |

## 대회 결과
- 우승 : 장동훈
- 준우승 : 김승섭

## 중계진
- 캐스터 : 성승헌
- 해설 : 한승엽, 김동완